# Greenore
Greenore (irisch An Grianfort) ist ein Hafenort im County Louth in der Republik Irland.

## Lage und Verkehrsanbindung
Greenore liegt etwa 14 Kilometer östlich von Dundalk auf der Cooley-Halbinsel. Auf der gegenüberliegenden Seite befindet sich das zu Nordirland gehörende County Down. Die Ortschaft und der Hafen werden über die Regionalstraße R175 erreicht. Von hier führt eine Fährverbindung nach Greencastle.

## Hafen
Der Hafen von Greenore ist ein Tiefwasserhafen an der Irischen See bzw. dem Carlingford Lough. Der Hafenbetrieb ist der einzige in Irland, der nicht staatlich betrieben wird. Mitte der 2000er Jahre wurden hier 649.000 Tonnen Waren umgeschlagen.

## Geschichte
Im Jahr 1830 wurde ein Leuchtfeuer errichtet. Der Hafen selbst entstand erst 1863 und erhielt später einen Gleisanschluss an die Bahnlinie der Dundalk, Newry and Greenore Railway. Es wurden Fährverbindungen nach Heysham und Fleetwood aufgenommen. Die Bahnlinie wurde 1873 nach Dundalk eröffnet. 1876 wurde die Strecke nach Newry ausgebaut. Bereits 1952 wurde die Bahnstrecke geschlossen. Als der Hafen nach dem Zweiten Weltkrieg weitgehend verödete, begann Ronan O’Rahilly im Jahr 1964 auf dem Schiff Caroline mit der Ausstrahlung seines Piratensenders Radio Caroline.
Das mittlerweile insolvente Unternehmen OpenHydro stellte hier Gezeitenturbinen her.

## Trivia
Unter der Whiskeymarke Greenore vertreibt die Cooley Distillery einen Single Grain Whiskey.

## Golf
Südwestlich der Ortschaft bzw. des Hafens liegt ein 18-Loch-Golfplatz.

## Persönlichkeiten
- David Plunket, 1. Baron Rathmore (1838–1919), Politiker, hier gestorben
- Ronan O’Rahilly (1940–2020), Unternehmer

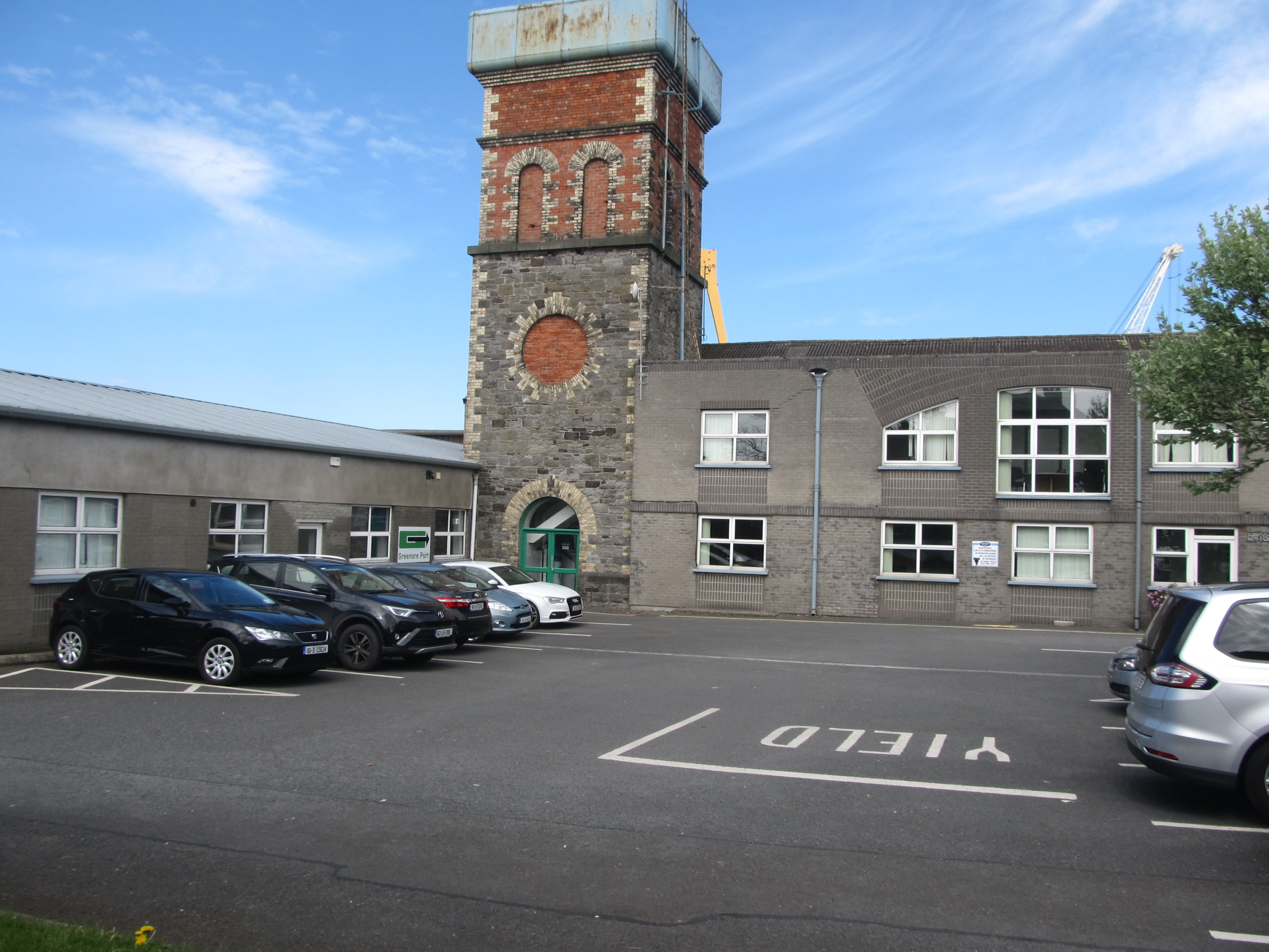
Docks in Greenore
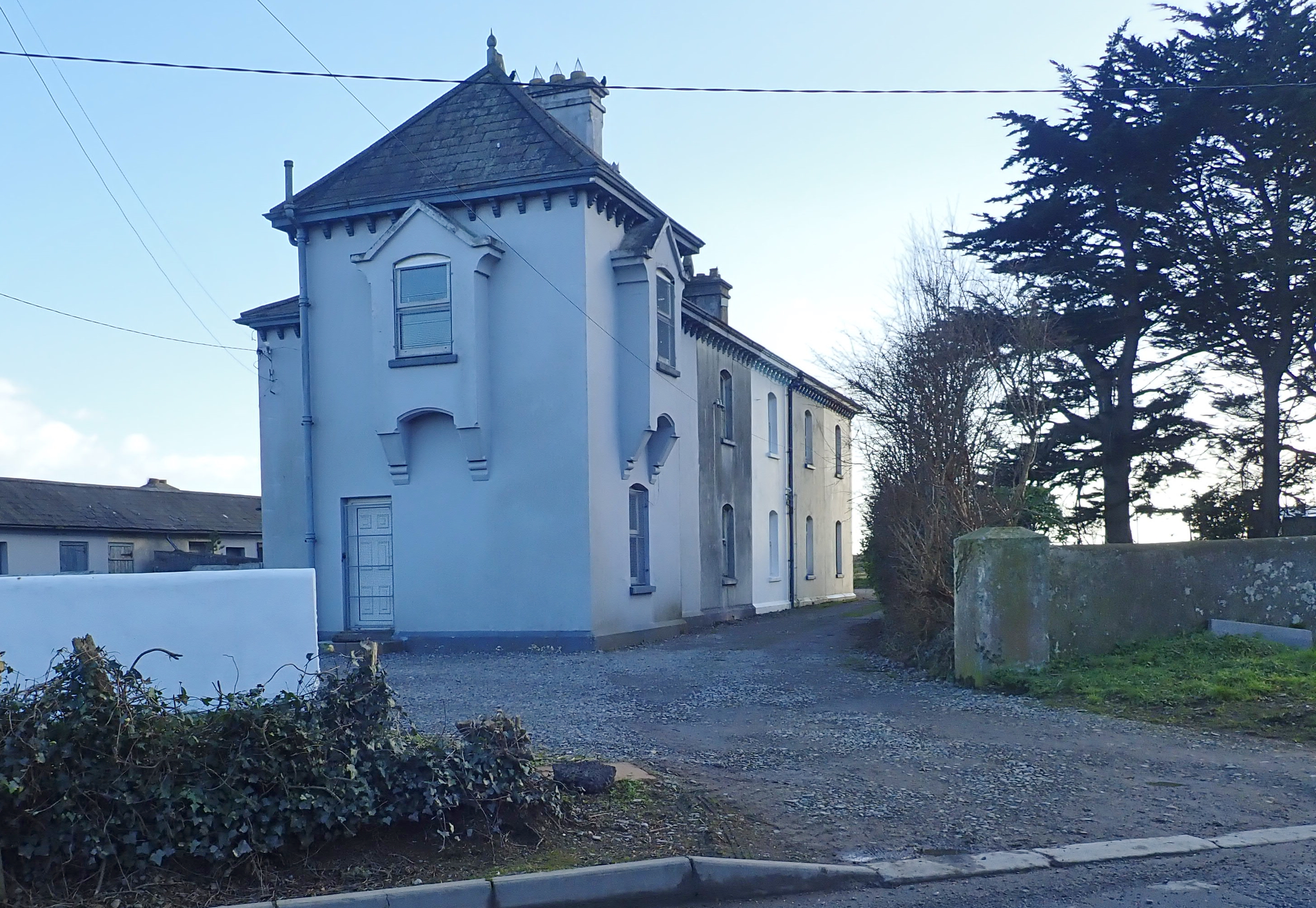
Ehemaliges Haus der Küstenwache